# أندريا رايلي
أندريا رايلي (بالإنجليزية: Andrea Riley)‏ مواليد 22 يوليو 1988 في دالاس، هي لاعبة كرة سلة أمريكية. تم اختيارها من قبل فريق لوس أنجلوس سباركس خلال الدرافت.

## المسيرة الاحترافية
لعبت مع لوس أنجلوس سباركس في سنة 2010، ثم لعبت مع تلسا شوك في سنة 2011، ثم لعبت مع فينيكس ميركوري في سنة 2012، ثم لعبت مع لوس أنجلوس سباركس في سنة 2012.

## روابط خارجية
- أندريا رايلي على موقع الاتحاد الوطني لكرة السلة النسائية (الإنجليزية)
- أندريا رايلي على موقع كرة السلة الأوروبية.كوم (الإنجليزية)
- أندريا رايلي على موقع كلية كرة السلة في سبورتس رفرنس.كوم (الإنجليزية)
- أندريا رايلي على موقع بروبوليرز (الإنجليزية)
- أندريا رايلي على موقع سبورتس رفرنس (الإنجليزية)